# 9977 Kentakunimoto
9977 Kentakunimoto è un asteroide della fascia principale. Scoperto nel 1994, presenta un'orbita caratterizzata da un semiasse maggiore pari a 2,9345876 UA e da un'eccentricità di 0,0687742, inclinata di 2,75340° rispetto all'eclittica.